# Кусугак, Майкл
Майкл Арваарлук Кусугак, англ. Michael Arvaarluk Kusugak (род. 1948, Репалс-Бей, ныне Нунавут) — канадский детский писатель и рассказчик. Книги Кусугака посвящены культуре инуитов и Арктике. Лауреат премии Вики Меткалф по детской литературе в 2008 г.
В настоящее время живёт в Ранкин-Инлет. Работал педагогическим администратором Нунавутского арктического колледжа. Зимой живёт на острове Ванкувер. Часто выступает перед детской аудиторией в различных городах Канады.
Иджирак, спутник Сатурна, получил название в честь мифического великана Ийирака из одной из книг Кусугака.

## Сочинения
- A Promise is a Promise (соавтор — Роберт Манш, 1989)
- Baseball Bats for Christmas (1990)
- Hide and Sneak (1992)
- Northern Lights: The Soccer Trails (1993)
- My Arctic 1,2,3 (1996)
- Arctic Stories (1998)
- Who Wants Rocks? (1999)
- The Curse of the Shaman, A Marble Island Story (2006)
- The Littlest Sled Dog (2008)